# Distretto di Sarlahi
Il distretto di Sarlahi è un distretti del Nepal, in seguito alla riforma costituzionale del 2015 fa parte della provincia di Madhesh. 
Il capoluogo è Malangwa.
Geograficamente il distretto appartiene alla zona pianeggiante del Terai. Il confine occidentale è segnato dal fiume Bagmati.
Il principale gruppo etnico presente nel distretto sono i Yadav.

## Municipalità
Il distretto è suddiviso in venti municipalità, undici sono urbane e nove sono rurali.
Urbane
- Bagmati, Sarlahi
- Balara, Nepal
- Barahathwa Municipality
- Godaita
- Hariwan
- Haripur, Sarlahi
- Haripurwa
- Ishworpur
- Kabilasi, Sarlahi
- Lalbandi
- Malangwa

Rurali
- Basbariya
- Bishnu, Sarlahi
- Brahmapuri, Sarlahi
- Chakraghatta, Sarlahi
- Chandranagar, Sarlahi
- Dhankaul
- Kaudena
- Parsa, Sarlahi
- Ramnagar, Sarlahi